# سيمون جيانيلي
سيمون جيانيلي (مواليد 9 أغسطس 1996) هو لاعب كرة طائرة إيطالي يلعب في نادي ترينتينو.